# Comunitat de comunes d'Erdre i Gesvres
La Comunitat de comunes d'Erdre i Gesvres és una estructura intercomunal francesa, situada al departament del Loira Atlàntic a la regió País del Loira però a la Bretanya històrica. Té una extensió de 509,36 kilòmetres quadrats i una població de 54.601 habitants (2010).

## Composició
Agrupa 12 comunes :
1. Casson
2. Grandchamp-des-Fontaines
3. Fay-de-Bretagne
4. Héric
5. Nort-sur-Erdre
6. Notre-Dame-des-Landes
7. Petit-Mars
8. Saint-Mars-du-Désert
9. Sucé-sur-Erdre
10. Les Touches
11. Treillières
12. Vigneux-de-Bretagne